# Chianina
La Chianina est une race bovine italienne. Très ancienne race de travail, elle a été reconvertie avec succès dans la production de viande. La Chianina est la plus grande race de bovin domestique du monde.

## Origine

### Géographique

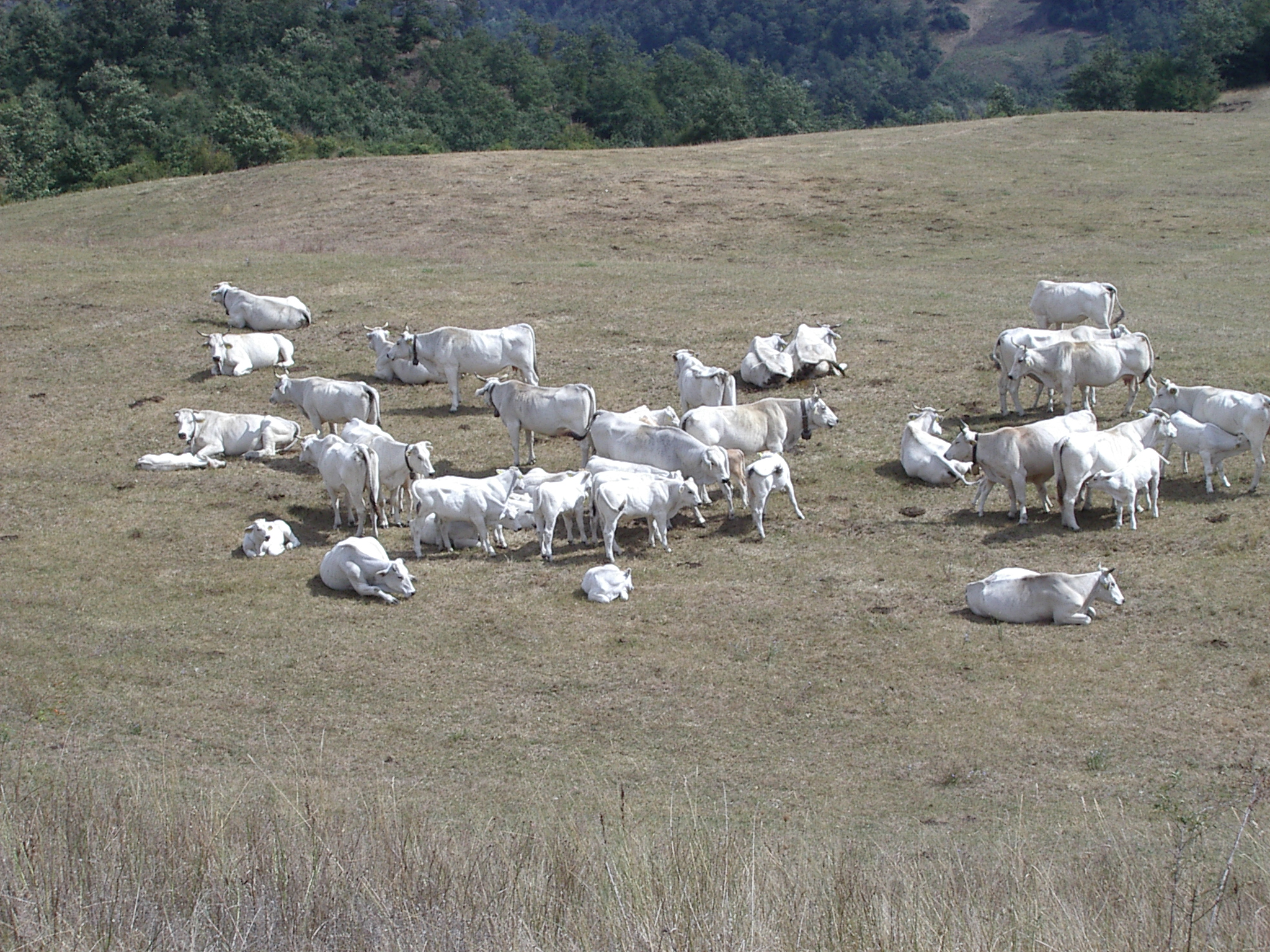
Troupeau de Chianine

Elle est originaire du centre de l'Italie :Ombrie, Latium, Toscane. Elle tire son nom du Val di Chiana

### Historique
C'est une race très ancienne, connue depuis la fin de l'Antiquité. Déjà, les Étrusques puis les Romains utilisaient dans cette région, des bovins blancs pour sacrifier à leurs Dieux ; des sculptures de tête de taureau sur des monuments antiques de la région, ressemblent beaucoup à la morphologie d'une chianina.
Ses caractéristiques de taille et stature ont été sélectionnées par l'institut zootechnique de l'université de Florence, avant que ce travail ne soit repris par l'association des éleveurs. Associée aux races marchigiana et romagnola, elle est à la base d'une demande de reconnaissance en indication géographique protégée « Vitellone bianco dell' Appennino centrale », veau blanc de l'Apennin central.
Elle a été introduite en Amérique du nord au début des années 1970 sous forme de paillettes de semence pour contourner une interdiction d'importation de bovins à cause de zoonoses.

## Morphologie
La robe est blanche porcelaine chez les deux sexes. On admet chez les mâles quelques nuances gris-acier sur le train postérieur. Les veaux sont froment (blonds) jusqu'à six mois. Les muqueuses, mufle, bouche, organes sexuels sont sombres. Les cornes sont courtes à pointe noire, portées sur une tête courte à front large chez le mâle et à tête plus fine et allongée chez la vache. Le cou est court à fanon presque absent. Le tronc cylindrique est allongé et large, de la poitrine à la croupe. Les pattes sont longues mais solides, terminés par des onglons durs. Sous le pelage clair, la peau est sombre, permettant une bonne tolérance aux climats ensoleillés.
C'est la plus grande race de bovin domestique du monde.
La vache fait 150 à 160 centimètres au garrot, et pèse 800-1 000 kilogrammes, alors que le taureau mesure 160 à 175 centimètres, et pèse 1 150 à 1 280 kilogrammes. Les vaches de plus de 160 centimètres et les taureaux de plus de 180 centimètres ne sont pas rares, et des extrêmes sont référencés à 190 cm. Le record en poids a été obtenu en 1955 par le taureau Donetto, qui pesait alors 1 740 kilogrammes.

## Aptitudes
C'est une race bouchère anciennement de trait. Elle fournit une viande tendre qui a fait la renommée du bistecca alla fiorentina (steak à la florentine).
C'est une race rustique, résistante aux maladies, aux parasites et aux intempéries. Elle est capable de valoriser des pâturages médiocres. Elle a une bonne longévité mais est peu précoce.

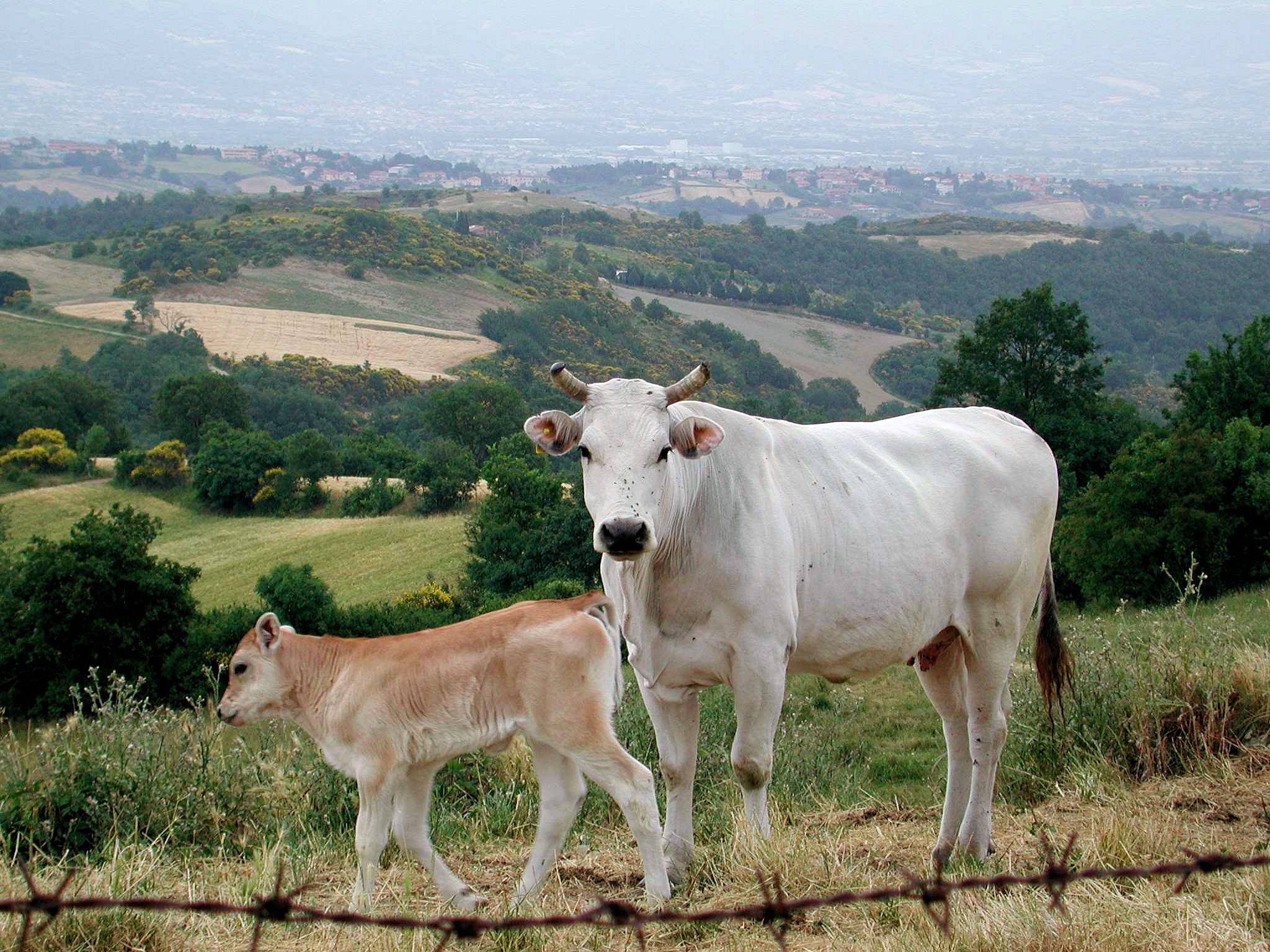
Vache et son veau
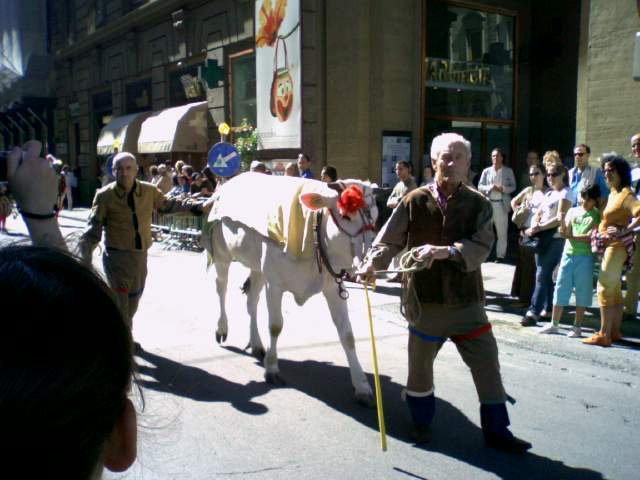
La présence de la personne donne une idée de la longueur des pattes et de la haute taille.
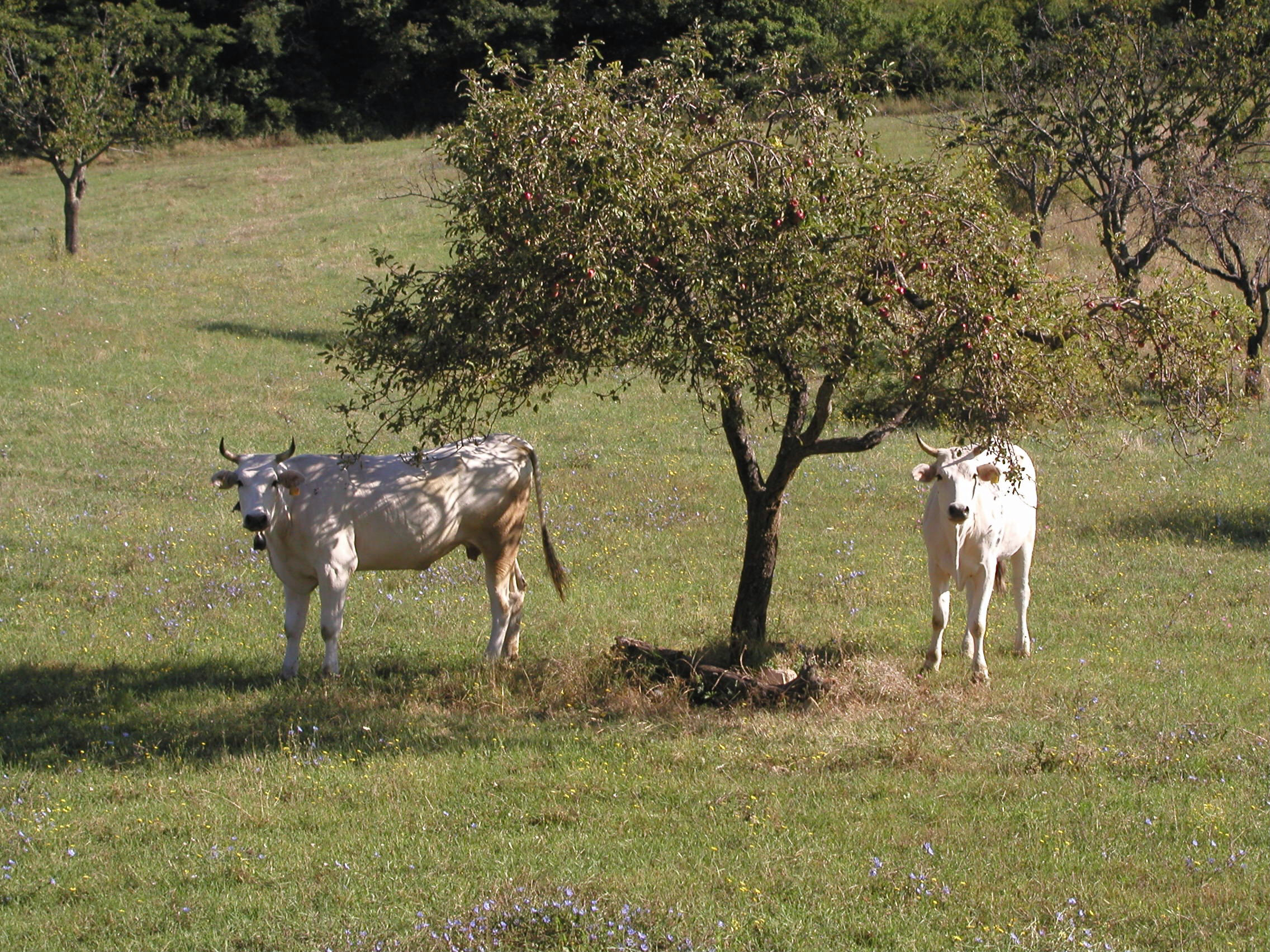
Pâturage toscan ombragé d'oliviers.
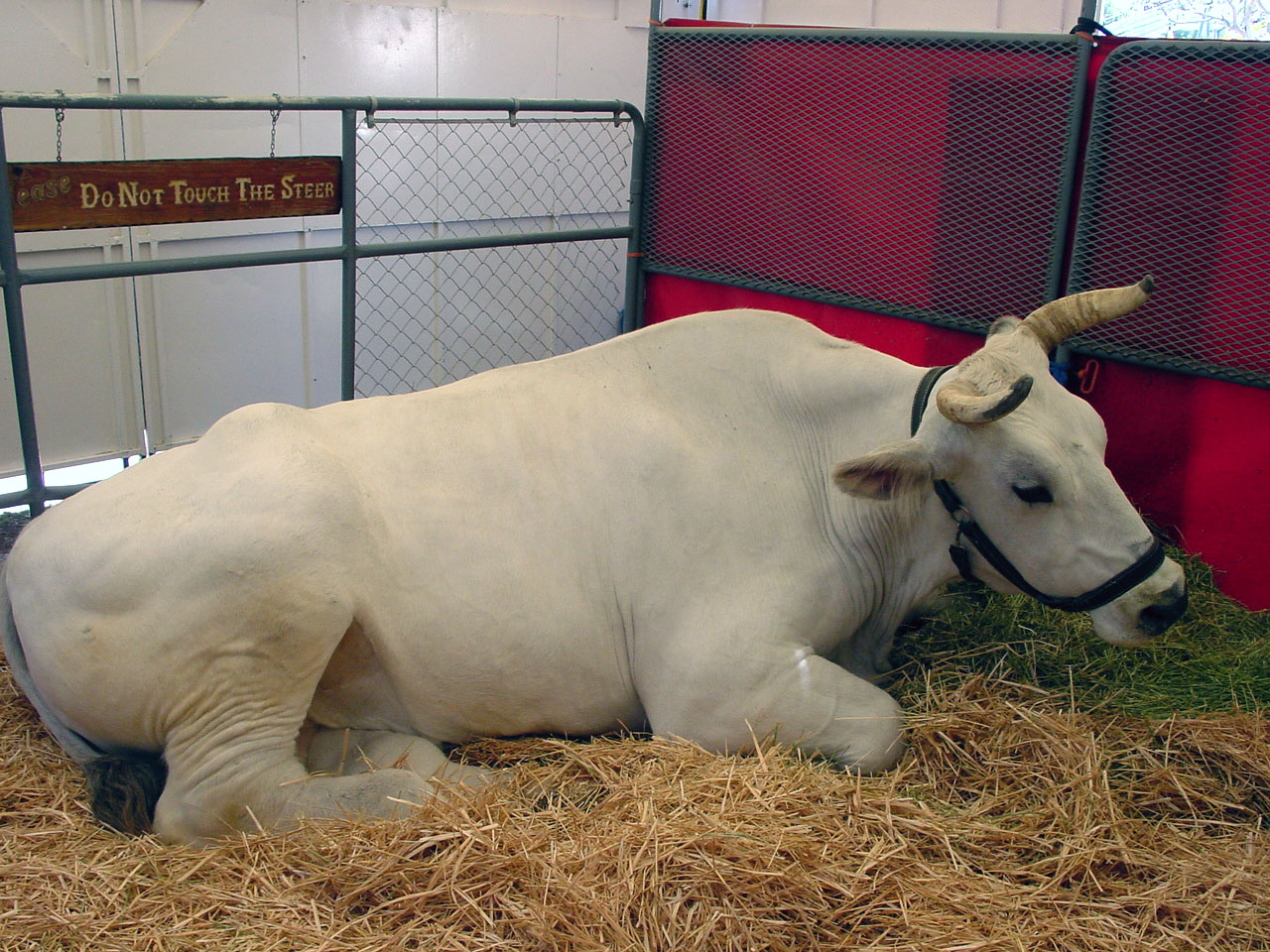
Taureau au repos.

## Sources